# ساروکلا
ساروکلا یا سیاه‌رود کلا، روستایی است از توابع بخش مرکزی شهرستان قائم‌شهر در استان مازندران ایران.
این روستا در بین روستاهای کوتنا؛ میان‌رود؛ افراکتی؛ لرم تلوک؛ جمنان,  و چاله زمین محصور است

## جمعیت
این روستا در کوهساران قرار داشته و براساس آخرین سرشماری مرکز آمار ایران که در سال ۱۳۹۵ صورت گرفته، جمعیت آن ۲۴۷۰نفر (۷۰۹خانوار) بوده‌است.

## جاذبه‌های گردشگری

### آب‌بندان ساروکلا
آب‌بندان منطقه‌ای سر سبز و دیدنی همراه با دریاچه مصنوعی آب‌بندان یکی از جاذبه‌ها و مناطق طبیعی و گردشگری است و با وسعتی ۱۰هزار متری در ضلع شرقی روستای ساروکلا قرار دارد.
در کنار آبگیر مزارع شالیزار و چمنزارها به اضافهٔ باغ‌های مرکبات که از میوه‌های بومی استان مازندران به شمار می‌آید به وفور مشاهده می‌شود. این آب‌بندان به منظور پرورش ماهی‌های سازگار با محیط (کپور-فیتی فات و...) و آبیاری چندین هکتار از شالیزارهای پایین دست خود و همچنین برای ایجاد فضای طبیعی زیبا ساخته شده است که با عمقی حدود ۱٫۵ متری در وسط آن و ۱متری در کناره‌ها می‌باشد که فضا را به گونه‌ای جلوه داده که به نوعی دریاچه‌ای مصنوعی در دل روستا پرورانده است.
فصل‌های بهار و تابستان هر کدام جلوه گاه زیبایی را نمایان می‌کند و فصل‌های پاییز و زمستان با تفاوت و تقارن با نیمهٔ اول سال حس تنوع دوستی را در ملاحظه کنندگان ایجاد می‌نماید.

### رودخانه سیاه رود
این رودخانه از ارتفاعات برنجستانک در ۱۵ کیلومتری جنوب شرقی قائم شهر سرچشمه می‌گیرد. سیاه رود ۶۵ کیلومتر طول دارد و دارای مسیری پر پیچ و خم است. شاخه‌های متعدد آن بین قادیکلا و ساروکلا به هم پیوسته و پس از عبور از شرق قائم شهر و مشروب نمودن اراضی مسیر از روستاهای لاریم جویبار گذشته به دریا می‌ریزد. کشاورزان حدود ۳۰ روستا از آب این رودخانه استفاده می‌کنند. امروزه آلودگی حاصل از پسابها و فاضلاب‌های خانگی و صنعتی، که به این رودخانه می‌ریزند موجبات نگرانی همگان را فراهم آورده است

### تپه های یورسی و قَلِک
این تپه های زیبا به لحاظ جغرافیایی در شرق و شمال شرقی ساروکلا می باشد که مناظر زیبایی به مرکز شهر و روستاهای همجوار دارد.

### نگارخانه بهزاد
(گالری بهزاد)
آدرس: قایمشهر،روستای ساروکلا،بین کوهساران ۱۱و ۱۳، خیابان شهدا.
مدیر گالری: شهربانو تیموری.
به مالكيت خانم دكتر پرسا تيموري

## هنرمندان روستا ساروکلا
ابوالحسن خوشرو خواننده و نوازنده لله وا و دیگر سازهای سنتی و محلی مازندران می‌باشد.  
برادران یحیی زاده موزیسین و محقق و پژوهشگر و نویسنده مقیم خارج از ایران 
محمود کهنسال ساروکلائی مجسمه ساز و پیکرتراش متخلص به سارو 
طاهره خوشرویی :شاعر 
بهروز رستگار : شاعر
برادران رمضانی: نوازنده
شهربانو تیموری:شاعر
هشیار تیموری: شاعر
یاشار کلانی:شاعر
پریسا تيموري: نقاش
سهیلا یحیی زاده نویسنده محقق و پژوهشگر
ژیلا تقوی ساروکلائی، نوازنده و مدرس موسیقی

## سوغاتی‌ها
از سوغاتی‌های قائم شهر شامل غذاهای سنتی، میوه‌ها و صنایع دستی این شهر می‌توان به موارد زیر اشاره کرد:

### غذاهای سنتی
غذاهای سنتی قائم شهر شامل ، ناز خاتون، آش گزنه(گزنه آش) ،آش کدو ،آش ترش(تِرش آش)، آش دوغ، ته چین، فسنجان، انار تیم خِرِش، خورش مرغ ترش، باقالا پلو، امرغ شکم پر، کدو پلو(کهی پِلا) ، اکبر جوجه، ماهی شکم پر، و... می‌شود. همچنین به دلیل استفاده از شکر سرخ، و رب انار طعم مَلَس دارد.
نان و شیرینی: تندیرنون (نان محلی)، سوهان کنجد (پِشتِ زیک) ،برنجک (بهادانه)، پیس گندله و....
ترشی:بادمجان ترشی، سیر ترشی، هفت بیجار، ترشی یارمسی، ناز خاتون، وینگوم زالک، هلی ترشی، آبغوره، آب نارنج و ...
مربا: آلبالو، بِه، تمشک، سیب، پرتقال، انجیر، هویج، بالنگ، بهارنارنج و ...
شربت: بهارنارنج، آلبالو، انار و ...
میوه و ...: انواع مرکبات، کیوی، ازگیل جنگلی(کِنِس) ، گلابی وحشی، تمشک وحشی جنگلی، زردکیجا(نوعی قارچ‌خوراکی)، گزنه و ولیک،غوره،کنجد،خرمالو وحشی، برنج، سویا، کُلزا ،تره بار،گوجه سبز، توتون ، کنف ،شکر سرخ و…

### صنایع دستی
صنایع‌چوبی، مبل سازی، نساجی، گونی‌بافی، حصیربافی، گلیم‌بافی، جاجیم‌بافی، جوراب‌بافی، موج‌بافی، پارچه‌بافی، سفال‌گری و…دستمال کاغذی، انواع پارچه، حوله، فرش ماشینی، کنسرو ،بلدرچین، مرغ و گوشت از صادرات شهرستان قائم‌شهر است.